# Śląsk Wrocław (football)
Cet article concerne la section football. Pour le club omnisports, voir Śląsk Wrocław.
Pour la section féminine, voir Śląsk Wrocław (féminines).
Maillots
Le Śląsk Wrocław (à prononcer /ˈɕlɔ̃sk ˈvrɔt͡swaf/) est un club omnisports polonais basé à Wrocław en Basse-Silésie (le nom Śląsk signifie Silésie), fondé en 1947 et qui est composé de trois sections principales. Cet article traite uniquement de sa section professionnelle de football.
Le Śląsk Wrocław est présidé depuis le 22 novembre 2013 par Paweł Żelem.
Le Śląsk accueille ses adversaires au stade municipal de Wrocław, construit spécialement pour l'Euro 2012 et qui peut accueillir jusqu'à 42 771 personnes. Le club jouait auparavant ses rencontres à domicile au stade Oporowska, qui est utilisé désormais par l'équipe réserve.

## Histoire

### Les différents noms du club
- 1947 : Fondation du club sous le nom de Pionier Wrocław
- 1949 : Le club est renommé Legia Wrocław
- 1951 : Le club est renommé OWKS Wrocław
- 1955 : Le club est renommé CWKS Wrocław
- 1957 : Le club est renommé Śląsk Wrocław

## Bilan sportif

### Palmarès
| Compétitions nationales | Compétitions internationales                                                    | Compétitions régionales |
| --- | ------------------------------------------------------------------------------- | ----------------------- |
| - Championnat de Pologne (2) : - Champion : 1977, 2012 - Vice-champion : 1978, 1982, 2011, 2024 - Coupe de Pologne (2) : - Vainqueur : 1976, 1987 - Finaliste : 2013 - Coupe de la Ligue (1) : - Vainqueur : 2009 - Supercoupe de Pologne (2) : - Vainqueur : 1987, 2012 | Néant                                                                           | Néant                   |
| - Championnat de Pologne (2) : - Champion : 1977, 2012 - Vice-champion : 1978, 1982, 2011, 2024 - Coupe de Pologne (2) : - Vainqueur : 1976, 1987 - Finaliste : 2013 - Coupe de la Ligue (1) : - Vainqueur : 2009 - Supercoupe de Pologne (2) : - Vainqueur : 1987, 2012 | Compétitions de jeunes                                                          | Néant                   |
| - Championnat de Pologne (2) : - Champion : 1977, 2012 - Vice-champion : 1978, 1982, 2011, 2024 - Coupe de Pologne (2) : - Vainqueur : 1976, 1987 - Finaliste : 2013 - Coupe de la Ligue (1) : - Vainqueur : 2009 - Supercoupe de Pologne (2) : - Vainqueur : 1987, 2012 | - Championnat de Pologne -19 ans (1) : - Champion : 1979 - Vice-champion : 1977 | Néant                   |

### Bilan européen
Légende
- Victoire ou qualification pour le tour suivant
- Match nul
- Défaite ou élimination de la compétition

Note : dans les résultats ci-dessous, le score du club est toujours donné en premier.
| Saison    | Compétition               | Tour                | Club                     | Domicile | Extérieur | Total             |
| --------- | ------------------------- | ------------------- | ------------------------ | -------- | --------- | ----------------- |
| 1975-1976 | Coupe UEFA                | Premier tour        | GAIS                     | 4 - 2    | 1 - 2     | 5 - 4             |
| 1975-1976 | Coupe UEFA                | Deuxième tour       | Royal Antwerp            | 1 - 1    | 2 - 1     | 3 - 2             |
| 1975-1976 | Coupe UEFA                | Troisième tour      | Liverpool FC             | 1 - 2    | 0 - 3     | 1 - 5             |
| 1976-1977 | Coupe des coupes          | Premier tour        | Floriana FC              | 2 - 0    | 4 - 1     | 6 - 1             |
| 1976-1977 | Coupe des coupes          | Huitièmes de finale | Bohemian FC              | 3 - 0    | 1 - 0     | 4 - 0             |
| 1976-1977 | Coupe des coupes          | Quarts de finale    | SSC Naples               | 0 - 0    | 0 - 2     | 0 - 2             |
| 1977-1978 | Coupe des clubs champions | Premier tour        | Levski Sofia             | 2 - 2    | 0 - 3     | 2 - 5             |
| 1978-1979 | Coupe UEFA                | Premier tour        | Pezoporikos Larnaca      | 5 - 1    | 2 - 2     | 7 - 3             |
| 1978-1979 | Coupe UEFA                | Deuxième tour       | ÍB Vestmannaeyja         | 2 - 1    | 2 - 0     | 4 - 1             |
| 1978-1979 | Coupe UEFA                | Troisième tour      | Borussia Mönchengladbach | 2 - 4    | 1 - 1     | 3 - 5             |
| 1980-1981 | Coupe UEFA                | Premier tour        | Dundee United            | 0 - 0    | 2 - 7     | 2 - 7             |
| 1982-1983 | Coupe UEFA                | Premier tour        | Dynamo Moscou            | 2 - 2    | 1 - 0     | 3 - 2             |
| 1982-1983 | Coupe UEFA                | Deuxième tour       | Servette FC              | 0 - 2    | 1 - 5     | 1 - 7             |
| 1987-1988 | Coupe des coupes          | Premier tour        | Real Sociedad            | 0 - 2    | 0 - 0     | 0 - 2             |
| 2011-2012 | Ligue Europa              | Deuxième tour Q     | Dundee United            | 1 - 0    | 2 - 3     | 3E - 3            |
| 2011-2012 | Ligue Europa              | Troisième tour Q    | Lokomotiv Sofia          | 0 - 0    | 0 - 0 ap  | 0 - 0 (4 - 3 tab) |
| 2011-2012 | Ligue Europa              | Barrages            | Rapid Bucarest           | 1 - 3    | 1 - 1     | 2 - 4             |
| 2012-2013 | Ligue des champions       | Deuxième tour Q     | Budućnost Podgorica      | 0 - 1    | 2 - 0     | 2 - 1             |
| 2012-2013 | Ligue des champions       | Troisième tour Q    | Helsingborgs IF          | 0 - 3    | 1 - 3     | 1 - 6             |
| 2012-2013 | Ligue Europa              | Barrages            | Hanovre 96               | 3 - 5    | 1 - 5     | 4 - 10            |
| 2013-2014 | Ligue Europa              | Deuxième tour Q     | Rudar Pljevlja           | 4 - 0    | 2 - 2     | 6 - 2             |
| 2013-2014 | Ligue Europa              | Troisième tour Q    | Club Bruges              | 1 - 0    | 3 - 3     | 4 - 3             |
| 2013-2014 | Ligue Europa              | Barrages            | Séville FC               | 0 - 5    | 1 - 4     | 1 - 9             |
| 2015-2016 | Ligue Europa              | Premier tour Q      | NK Celje                 | 3 - 1    | 1 - 0     | 4 - 1             |
| 2015-2016 | Ligue Europa              | Deuxième tour Q     | IFK Göteborg             | 0 - 0    | 0 - 2     | 0 - 2             |
| 2021-2022 | Ligue Europa Conférence   | Premier tour Q      | Paide Linnameeskond      | 2 - 0    | 2 - 1     | 4 - 1             |
| 2021-2022 | Ligue Europa Conférence   | Deuxième tour Q     | Ararat Erevan            | 3 - 3    | 4 - 2     | 7 - 5             |
| 2021-2022 | Ligue Europa Conférence   | Troisième tour Q    | Hapoël Beer-Sheva        | 2 - 1    | 0 - 4     | 2 - 5             |
| 2024-2025 | Ligue Conférence          | Deuxième tour Q     | Riga FC                  | 3 - 1    | 0 - 1     | 3 - 2             |
| 2024-2025 | Ligue Conférence          | Troisième tour Q    | FC Saint-Gall            | 3 - 2    | 0 - 2     | 3 - 4             |

## Anciens joueurs célèbres
- Roman Wójcicki
- Władysław Żmuda